# Hellweg Börde
Le Hellweg Börde (en allemand : Hellwegbörde) (en français : « basses terres du Hellweg ») est un paysage de börde et une région naturelle à la limite sud de la plaine de Westphalie dans le Land allemand de Rhénanie-du-Nord-Westphalie, qui englobe les anciennes villes de la route commerciale du Hellweg et les villes de Dortmund, Unna, Werl et Soest, jusqu'à Salzkotten et, de là, dans une bande de plus en plus étroite, jusqu'à son extrémité nord-est à Schlangen, à la limite de la ville de Bad Lippspringe. Elle se caractérise par d'importants dépôts de loess postérieurs à l'ère glaciaire. La région peut être divisée en Werl-Unna Börde, Soest Börde et Geseke Börde.
À l'ouest, les sols lœssiques du Hellweg Börde se poursuivent dans la région du Westenhellweg.

## Situation et limites
Les basses terres du Hellweg s'étendent le long du Hellweg de Westphalie (route du sel) jusqu'à Paderborn en passant par les anciennes villes commerciales de Dortmund, Unna, Werl, Soest, Geseke et Salzkotten.
Au sud-ouest de Dortmund, une extension de la région naturelle s'étend jusqu'à Witten (arrondissement d'Ennepe-Ruhr), à l'est de la métropole (orientale) de la Ruhr, dans l'arrondissement d'Unna, au nord du chef-lieu d'arrondissement se trouvent également Kamen et Bergkamen ainsi que, un peu plus à l'est, Bönen dans l'espace naturel dont les contreforts s'étendent au sud-ouest d'Unna jusqu'à Schwerte en passant par Holzwickede. Les deux baies de Witten (Witten-Hörder Mulde) et de Schwerte (Schwerter Lößterrassen), qui touchent directement la vallée de la Ruhr, sont séparées par le Grundgebirgshorst du Ardeygebirge, qui, bien que situé à droite de la Ruhr, fait déjà partie du Süderbergland.
Au nord-est de la ville et du district d'Unna, une partie (sud) de la zone urbaine de Hamm est occupée, à l'est du district d'Unna, de grandes parties de l'arrondissement de Soest : au sud-ouest de Werl une partie de Wickede, au nord de Werl Welver ; au nord-est de Soest Bad Sassendorf, plus à l'est (du nord au sud) le sud de Lippstadt ainsi que Erwitte et Anröchte ; encore plus à l'est, le nord de Rüthen au sud et Geseke au centre de l'unité principale.
Dans l'arrondissement de Paderborn, le paysage se rétrécit finalement vers le nord-est en passant par Salzkotten et Paderborn jusqu'aux zones d'habitation de Bad Lippspringe et Schlangen, où il se termine en pointe à la jonction entre la Teutoburger Wald et les Eggegebirge.

### Limites orographiques
Dans le sens des aiguilles d'une montre, les vallées des rivières suivantes délimitent grossièrement les basses terres du Hellweg orographique de l'extérieur (dans le sens des aiguilles d'une montre, en commençant par le sud-est) :
- Möhne (sud-est)
- Ruhr (sud-ouest)
- Emscher - cours supérieur (ouest)
- Lippe (nord)
- Alme (est)

### Principales unités limitrophes
A l'ouest, les sols de lœss des basses terres du Hellweg trouvent leur prolongement dans les sous-unités naturelles du Westenhellweg et, plus au nord, du Emscherland. Au nord, en commençant par la vallée de la Lippe, se rattachent le Kern- et le Ostmünsterland.
A l'est, derrière la vallée de l'Alme, se trouve le plateau de Paderborn, le versant ouest des Monts de l'Egge - deux parties des montagnes de Basse-Saxe.
Au sud, derrière la vallée de la Möhne et de la Ruhr, différentes parties du Süderbergland s'y rattachent. Dans la moitié est, jusqu'à l'embouchure de la Möhne, c'est le Nordsauerländer Oberland, à l'ouest du centre le Niedersauerland. Le massif de l'Ardey, situé au nord de la Ruhr et qui s'avance dans le paysage à l'extrême sud-ouest, fait quant à lui partie du Niederbergisch-Märkische Hügelland.

### Routes commerciales
Parallèlement au Hellweg qui s'étend d'ouest en est et que suit aujourd'hui la Bundesstraße 1, le Haarweg historique s'étendait au sud du paysage. Il bifurquait du Hellweg à Werl et suivait la crête du Haarstrang vers l'est jusqu'à Büren pour rejoindre à nouveau le Hellweg via la vallée de l'Alme en direction de Paderborn. Son cours occidental jusqu'au nord du Möhnesee inclus est aujourd'hui suivi par un tronçon de la Bundesstraße 516.

## Division de l'espace naturel
Les basses terres du Hellweg se divisent comme suit,,,,, :
- (vers 54 Baie de Westphalie).
  - 542 : Hellweg Börde.
    - 542.0 : Kamener Hügelland ou Collines de Kamen
      - 542.00 : Derner Höhe
      - 542.01 : Bergkamener Höhen ou Hauts de Bergkamen.
      - 542.02 : Braamer Höhen ou Hauts de Braam.

    - 542.1 : Unterer Hellweg (Unterbörden ou Basses bourses).
      - 542.10 : Dortmunder Hellwegtal
      - 542.11 : Kamener Flachwellenland ou Pays des vagues basses de Kamen
      - 542.12 : Soester Unterbörde ou Basses terres de Soest
      - 542.13 : Geseker Unterbörde ou Basses terres de Gesek
      - 542.14 : Marienloher Schotterebene ou Plaine de cailloux de Marienlohe

    - 542.2 : Oberer Hellweg ou bassin supérieur du Hellweg (Obererbörden ou Basses terres)
      - 542.20 : Dortmunder Rücken (Dortmunder Börde).
      - 542.21 : Werl-Unnaer Börde ou Bourse de Werl-Unna
      - 542.22 : Soester Oberbörde ou Haute Bourgogne de Soest
      - 542.23 : Geseker Oberbörde ou Haute Bourgogne de Gesek

    - 542.3 : Haarstrang[8]
      - 542.30 : Haarhöhe.
      - 542.31 : Süderhaar.

    - 542.4 : Witten-Hörder Mulde

La Soester Börde (de), qui a donné son nom à l'unité principale, constitue le "pays central" des Hellweg Börde, vu dans le sens est-ouest. Alors que le terme Soester Börde désigne depuis toujours un certain paysage fertile, le terme généraliste Hellwegbörden ne s'est répandu que depuis son établissement dans le Handbuch der naturräumlichen Gliederung Deutschlands (de) dans les années 1950. Dans les ouvrages géographiques plus anciens, et notamment dans les anciens manuels scolaires, on trouve à la place le nom de Soester Börde, cette utilisation du terme, aujourd'hui obsolète, étant historiquement trompeuse.
D'un point de vue géographique, la véritable répartition de l'espace naturel se fait dans le sens sud-nord. Dans les basses terres du Hellweg se succèdent le Haarstrang, une chaîne de montagnes indépendante qui s'étend vers le sud jusqu'aux vallées du Möhne et de la Ruhr, puis, plus au nord, les collines qui descendent directement vers le nord, Oberbörden et enfin les Unterbörden aux ondulations peu prononcées, jusqu'à ce que l'on atteigne finalement la vallée de la Lippe au nord et ainsi les unités principales voisines Kern- et Ostmünsterland.
Entre les deux paysages principaux du Hellweg supérieur et du Hellweg inférieur se trouve, légèrement décalé vers le sud dans le Hellweg supérieur, le Hellweg,,,,.

### Oberer Hellweg
Le Hellweg supérieur, également appelé Ober Börde, désigne la partie sud, légèrement plus inclinée vers le sud, du cœur des Hellweg Börde. Il s'étend en direction sud-nord depuis Haarstrang jusqu'aux Unterbörden du Unterer Hellweg (voir paragraphe ci-dessous), en dépassant à peine le Hellweg vers le nord.
Les centres-villes de Dortmund, Unna, Werl, Soest, Geseke, Salzkotten et Paderborn se trouvent sur la bordure nord du "Oberes Hellweg".
En partant de la région centrale de la Haute Bourgogne de Soest près de Soest, l'épaisseur et la fertilité du loess diminuent vers l'est en direction de la Haute Bourgogne de Geseke près de Geseke. Cela va de pair avec un climat de plus en plus continental.
Vers l'ouest, on remarque tout d'abord, en partant du centre, que le paysage se rétrécit nettement de Werl à Unna pour former la Werl-Unnaer Börde, ce qui, tout en conservant les mêmes différences d'altitude, entraîne une pente plus raide vers le nord. La fertilité du sol reste toutefois largement préservée.
L'extrême ouest du paysage, la Dortmunder Rücken, se distingue nettement par son phénotype des parties de la Haute Bourgogne situées plus à l'est, ce que suggère déjà le nom donné à cette région. La cuvette de Witten-Hörder à faible ondulation au sud de la dorsale, qui sépare le massif de l'Ardey prolongeant le Haarstrang vers le sud, lui confère le caractère d'une dorsale autonome. Ce caractère est encore renforcé par le fait que la Dortmunder Hellwegtal, qui s'y rattache directement au nord dans les basses basses vallées, présente un fort caractère de vallée. A l'ouest, la dorsale se termine finalement dans le centre-ville de Dortmund ; au sud et à l'ouest, elle est entourée par la Emscher,,,,.

### Unterer Hellweg
Le terme Unterer Hellweg, également appelé Unterbörden, désigne la partie des basses terres du Hellweg située au nord du Hellweg et présentant des ondulations peu prononcées. Elle se rattache directement au nord aux Oberbörden du Oberer Hellweg (voir paragraphe ci-dessus) ; ses parties plus à l'est s'étendent vers le nord jusqu'à la vallée de la Lippe.
La transition entre les Soester Unterbörde, au centre, et les Geseker Unterbörde, à l'est, se fait de manière relativement discrète. Les deux basses terres s'aplanissent assez progressivement vers le nord et sont segmentées par les vallées des ruisseaux venant du Haarstrang et de l'Oberbörden au sud.
La situation est légèrement différente à l'ouest du centre :
Le Kamener Flachwellenland, qui prolonge les Soester Unterbörde vers l'ouest, dirige tous les ruisseaux venant de la Oberbörden vers l'ouest en passant par la Seseke, en contournant le cœur de la région vallonnée de Kamen qui s'y rattache au nord, à l'ouest de laquelle leurs eaux sont ensuite regroupées pour rejoindre la Lippe à Lünen.
Vers l'ouest, la plaine ondulée se termine par la Derner Höhe, un contrefort occidental isolé des collines de Kamen au nord de Dortmund.
A l'ouest de Lünern, un quartier oriental d'Unna, la vallée du Hellwegtal de Dortmund, qui s'étend transversalement aux affluents de la Seseke et de son ruisseau Körnebach, se glisse vers l'est entre la dorsale de Dortmund au sud et la plaine ondulée de Kamen au nord.
En tout et pour tout, de l'ouest au nord-ouest des basses terres du Hellweg, on trouve dans le Dortmunder Rücken, les Derner Höhe et la zone centrale des Kamener Höhen pas moins de trois chaînes de hauteurs, certes plates et peu proéminentes, mais orographiquement indépendantes, qui sont séparées les unes des autres par le Kamener Flachwellenland et la Dortmunder Hellwegtal,,,,.

## Zone de protection des oiseaux du Hellweg Börde
Selon les données du Landesamt für Natur, Umwelt und Verbraucherschutz Nordrhein-Westfalen (LANUV) (de), le Hellweg Börde présente d'importantes populations nicheuses internationales de busard cendré, busard des roseaux et de râle des genêts. En tant que zone de repos et de passage, la région présente une importance particulière pour le guignard d'Eurasie (pluvier de Mornell), le pluvier doré, le milan royal et le milan noir. De nombreuses autres espèces d'oiseaux de l'annexe I de la directive européenne de protection européenne sur la protection des oiseaux ainsi que d'autres espèces menacées sont présentes avec une fréquence et une régularité variables. Dans la réserve ornithologique, on trouve également les espèces de martin-pêcheur, spatule blanche, sarcelle d'hiver, canard colvert, pipit farlouse, hibou des marais, grand-duc d'Europe, petit gravelot, cigogne blanche, busard Saint-Martin, faucon émerillon, faucon pèlerin, faucon hobereau, pie-grièche écorcheur, pie-grièche grise, alouette lulu, buse variable, combattant, marouette ponctuée, râle d'eau, tarier des prés, grèbe castagneux, gravelot à collier interrompu, vanneau huppé et courlis cendré.
Les basses terres du Hellweg comptent parmi les principales aires de repos du vanneau huppé en Allemagne. Il arrive que plus de 20 000 vanneaux s'y retrouvent lors des périodes de migration.

## Histoire
À l'âge de pierre (environ 4 000 ans avant J.-C.), on cultivait déjà des céréales sur les terres fertiles et calcaires. La plus ancienne trace d'une culture néolithique est la découverte de poteries de la culture de La Hoguette datant du milieu du 6e millénaire avant notre ère.